# Helen Maroulis
Helen Louise Maroulis (Rockville, 19 de septiembre de 1991) es una deportista estadounidense de origen griego que compite en lucha libre.
Participó en tres Juegos Olímpicos de Verano, obteniendo tres medallas, oro en Río de Janeiro 2016 (53 kg), bronce en Tokio 2020 (57 kg) y bronce en París 2024 (57 kg). Ganó siete medallas en el Campeonato Mundial de Lucha entre los años 2012 y 2023.

## Palmarés internacional
| Juegos Olímpicos   | Juegos Olímpicos           | Juegos Olímpicos  | Juegos Olímpicos |
| Año                | Lugar                      | Medalla           | Categoría        |
| ------------------ | -------------------------- | ----------------- | ---------------- |
| 2016               | Río de Janeiro (Brasil)    | Medalla de oro    | 53 kg            |
| 2020               | Tokio (Japón)              | Medalla de bronce | 57 kg            |
| 2024               | París (Francia)            | Medalla de bronce | 57 kg            |
| Campeonato Mundial |                            |                   |                  |
| Año                | Lugar                      | Medalla           | Categoría        |
| 2012               | Edmonton (Canadá)          | Medalla de plata  | 55 kg            |
| 2014               | Taskent (Uzbekistán)       | Medalla de bronce | 55 kg            |
| 2015               | Las Vegas (Estados Unidos) | Medalla de oro    | 55 kg            |
| 2017               | París (Francia)            | Medalla de oro    | 58 kg            |
| 2021               | Oslo (Noruega)             | Medalla de oro    | 57 kg            |
| 2022               | Belgrado (Serbia)          | Medalla de plata  | 57 kg            |
| 2023               | Belgrado (Serbia)          | Medalla de bronce | 57 kg            |